# Svetovno prvenstvo v nogometu
Svetovno prvenstvo v nogometu (uradno angleško FIFA World Cup) je mednarodno tekmovanje moških nogometnih reprezentanc v nogometu in ob olimpijskih igrah največji športni dogodek na svetu. Prvenstvo organizira FIFA in poteka vsaka štiri leta. Prvo svetovno prvenstvo je bilo leta 1930 v Urugvaju.
Trenutni prvak je Francija, ki je na turnirju leta 2018 v Rusiji osvojila svoj drugi naslov.
Na turnir se preko kvalifikacij uvrsti 32 ekip, gostiteljica je na prvenstvo uvrščena neposredno. 
V 21 izvedbah svetovnega prvenstva je turnir osvojilo osem različnih reprezentanc. Brazilija je le-tega osvojila petkrat, in so edina ekipa, ki je igrala na vseh turnirjih doslej. Drugi zmagovalci prvenstva so še Nemčija in Italija, s po štirimi naslovi, Argentina s tremi naslovi, Urugvaj in Francija z dvema naslovoma, Anglija in Španija pa z enim naslovom.

## Prvenstva in zmagovalci
| 1930 | Urugvaj                 | Urugvaj         | 4 - 2                     | Argentina       | ZDA             | brez(1)      | Jugoslavija     | 13    |
| 1934 | Italija                 | Italija         | 2 - 1 (p.p.)              | Češkoslovaška   | Nemčija         | 3 - 2        | Avstrija        | 16    |
| 1938 | Francija                | Italija         | 4 - 2                     | Madžarska       | Brazilija       | 4 - 2        | Švedska         | 16/15 |
| 1950 | Brazilija               | Urugvaj         | brez 2-1(2)               | Brazilija3-1    | Švedska         | brez 3-1 (2) | Španija         | 16/13 |
| 1954 | Švica                   | Zahodna Nemčija | 3 - 2                     | Madžarska       | Avstrija        | 3 - 1        | Urugvaj         | 16    |
| 1958 | Švedska                 | Brazilija       | 5 - 2                     | Švedska         | Francija        | 6 - 3        | Zahodna Nemčija | 16    |
| 1962 | Čile                    | Brazilija       | 3 - 1                     | Češkoslovaška   | Čile            | 1 - 0        | Jugoslavija     | 16    |
| 1966 | Anglija                 | Anglija         | 4 - 2 (p.p.)              | Zahodna Nemčija | Portugalska     | 2 - 1        | Sovjetska zveza | 16    |
| 1970 | Mehika                  | Brazilija       | 4 - 1                     | Italija         | Zahodna Nemčija | 1 - 0        | Urugvaj         | 16    |
| 1974 | Zahodna Nemčija         | Zahodna Nemčija | 2 - 1                     | Nizozemska      | Poljska         | 2 - 1        | Brazilija       | 16    |
| 1978 | Argentina               | Argentina       | 3 - 1 (p.p.)              | Nizozemska      | Brazilija       | 2 - 1        | Italija         | 16    |
| 1982 | Španija                 | Italija         | 3 - 1                     | Zahodna Nemčija | Poljska         | 3 - 2        | Francija        | 24    |
| 1986 | Mehika                  | Argentina       | 3 - 2                     | Zahodna Nemčija | Francija        | 4 - 2 (p.p.) | Belgija         | 24    |
| 1990 | Italija                 | Zahodna Nemčija | 1 - 0                     | Argentina       | Italija         | 2 - 1        | Anglija         | 24    |
| 1994 | ZDA                     | Brazilija       | 0 - 0 (p.p.) 3 - 2 (pen.) | Italija         | Švedska         | 4 - 0        | Bolgarija       | 24    |
| 1998 | Francija                | Francija        | 3 - 0                     | Brazilija       | Hrvaška         | 2 - 1        | Nizozemska      | 32    |
| 2002 | Južna Koreja · Japonska | Brazilija       | 2 - 0                     | Nemčija         | Turčija         | 3 - 2        | Južna Koreja    | 32    |
| 2006 | Nemčija                 | Italija         | 5 - 4 (pen.)              | Francija        | Nemčija         | 3 - 1        | Portugalska     | 32    |
| 2010 | Južna Afrika            | Španija         | 1 - 0 (p.p.)              | Nizozemska      | Nemčija         | 3 - 2        | Urugvaj         | 32    |
| 2014 | Brazilija               | Nemčija         | 1 - 0 (p.p.)              | Argentina       | Nizozemska      | 3 - 0        | Brazilija       | 32    |
| 2018 | Rusija                  | Francija        | 4 - 2                     | Hrvaška         | Belgija         | 2 - 0        | Anglija         | 32    |
| 2022 | Katar                   | Argentina       | 7 - 5                     | Francija        | Hrvaška         | 2 - 1        | Maroko          | 32    |

## Države po številu naslovov prvaka
- 5 naslovov:
  -  Brazilija (1958, 1962, 1970, 1994, 2002)
- 4 naslovi:
  -  Italija (1934, 1938, 1982, 2006)
  -  Nemčija (1954, 1974, 1990, 2014)
- 3 naslovi:
  -  Argentina (1978, 1986, 2022)
  - 2 naslova:
  -  Francija (1998, 2018)
  -  Urugvaj (1930, 1950)
- 1 naslov:
  -  Anglija (1966)
  -  Španija (2010)

## Rekordi in statistika

### Statistika

#### Najboljši strelci
| # | Država          | Igralec          | Št. zadetkov |
| - | --------------- | ---------------- | ------------ |
| 1 | Nemčija         | Miroslav Klose   | 16           |
| 2 | Brazilija       | Ronaldo          | 15           |
| 3 | Zahodna Nemčija | Gerd Müller      | 14           |
| 4 | Francija        | Just Fontaine    | 13           |
| 5 | Brazilija       | Pelé             | 12           |
| 6 | Nemčija         | Jürgen Klinsmann | 11           |
| 6 | Madžarska       | Sándor Kocsis    | 11           |

## Nagrade
Za podrobne podatke o tej temi glej Svetovno prvenstvo v nogometu – nagrade.
Ob koncu vsakega svetovnega prvenstva, so podeljene nagrade za igralce in za ekipe. Trenutno obstaja šest nagrad:
- Zlata žoga: za najboljšega igralca, z glasovanjem članov medijev; srebrna žoga in bronasta žoga se podeljuje igralcem za drugo in tretje mesto z glasovanja.
- Zlati čevelj: za najboljšega strelca po številu zadetkov na turnirju; srebrni čevelj in bronasti čevelj pa za drugega in tretjega strelca.
- Zlata rokavica: za najboljšega vratarja.
- Mladi igralec prvenstva: za najboljšega igralca, starih 21 let ali manj na začetku koledarskega leta.
- Fair Play nagrada: za ekipo s pošteno igro, po sistemu točkovanja in meril, ki jih ima FIFA Fair Play odbor.
- Najbolj zabavbna ekipa: za ekipo, ki tekom turnirja najbolje zabava javnost; določena pa je z anketo javnosti.

Ekipa prvenstva je sestavljena iz najboljših igralcev na turnirju; napovedana pa je za vsaki turnir od leta 1998.

## Obiskovalci
| Prvenstvo | Gostujoča država | Skupno število obiskovalcev | Št. tekem | Povprečno število obiskovalcev |
| --------- | ---------------- | --------------------------- | --------- | ------------------------------ |
| 1         | 1930             | 590,549                     | 18        | 32,808                         |
| 2         | 1934             | 363,000                     | 17        | 21,353                         |
| 3         | 1938             | 375,700                     | 18        | 20,872                         |
| 4         | 1950             | 1,045,246                   | 22        | 47,511                         |
| 5         | 1954             | 768,607                     | 26        | 29,562                         |
| 6         | 1958             | 819,810                     | 35        | 23,423                         |
| 7         | 1962             | 893,172                     | 32        | 27,912                         |
| 8         | 1966             | 1,563,135                   | 32        | 48,848                         |
| 9         | 1970             | 1,603,975                   | 32        | 50,124                         |
| 10        | 1974             | 1,865,753                   | 38        | 49,099                         |
| 11        | 1978             | 1,545,791                   | 38        | 40,679                         |
| 12        | 1982             | 2,109,723                   | 52        | 40,572                         |
| 13        | 1986             | 2,394,031                   | 52        | 46,039                         |
| 14        | 1990             | 2,516,215                   | 52        | 48,389                         |
| 15        | 1994             | 3,587,538                   | 52        | 68,991                         |
| 16        | 1998             | 2,785,100                   | 64        | 43,517                         |
| 17        | & 2002           | 2,705,197                   | 64        | 42,269                         |
| 18        | 2006             | 3,359,439                   | 64        | 52,491                         |
| 19        | 2010             | 3,178,856                   | 64        | 49,670                         |
| 20        | 2014             | 3,429,873                   | 64        | 53,592                         |
| Skupaj    | Skupaj           | 37,500,710                  | 836       | 44,857                         |